# ألان أولسون
ألان أولسون هو سياسي أمريكي، ولد في 24 يونيو 1956 في هافري في الولايات المتحدة. نشط حزبياً في الحزب الجمهوري. وقد انتخب عضو مجلس ولاية مونتانا ‏ وانتخب عضو مجلس نواب مونتانا ‏.